# Ranzan
Ranzan (嵐山町?) è una cittadina giapponese della prefettura di Saitama.